# Андреева, Мария Андреевна (учёная)
Мария Андреевна Андреева (1924—2005) — советская и российская учёная-гидролог, доктор географических наук, профессор, академик Российской академии естествознания (2002).
Автор около 190 работ в области гидрологии поверхностных вод, синоптики, краеведения и методики географии, в числе которых учебники и монографии.

## Биография
Родилась 19 июля 1924 года в селе Трифоново Сосновского района Челябинской области.
В 1942 году окончила Челябинское педагогическое училище, в 1947 году — географический факультет Челябинского педагогического института (ныне Южно-Уральский государственный гуманитарно-педагогический университет). В 1947—1955 годах работала учителем географии, затем стала завучем Челябинской школы № 18. В 1955—1962 годах была заведующей кабинетом географии в институте повышения квалификации педагогических работников. В 1962—1964 годах была аспирантом кафедры гидрологии суши Пермского университета. В 1964 году защитила кандидатскую диссертацию на тему «Физико-географические особенности озёр Челябинской области и их хозяйственное использование» и вернулась на работу в родной вуз. В 1974 году защитила докторскую диссертацию на тему «Гидрологический режим озёр Среднего и Южного Урала и влияние на него атмосферной циркуляции».
В 1974—2001 годах Мария Андреева работала заведующей кафедрой физической и экономической географии; с 2002 года была профессором-консультантом кафедры географии и методики преподавания географии Челябинского государственного педагогического университета. Одновременно в 1974—2000 годах являлась председателем Челябинского отделения Русского географического общества и в 1977—1987 годах — членом научно-методической комиссии по географии Министерства просвещения СССР. С 1986 года М. А. Андреева возглавляла аспирантуру, под её личным руководством было защищено девять кандидатских диссертаций.
Умерла 11 июня 2005 года в Челябинске, где и была похоронена.
9 сентября 2020 года на здании естественно-технологического факультета ЮУрГГПУ (улица Бажова, 48) состоялось открытие памятной доски Русского географического общества в честь почётного члена РГО Марии Андреевны Андреевой, которая проработала здесь более 30 лет.

## Заслуги
- Награждена медалями «За трудовую доблесть», «Ветеран труда», «Большой памятной медалью Всероссийского общества охраны природы», а также юбилейными наградами.
- Удостоена званий «Отличник народного образования РСФСР», «Отличник просвещения СССР» и «Заслуженный деятель науки Российской Федерации».
- «Почетный член Русского Географического общества» (1995).
- В 2000 году номинирована как «Женщина года» Американским биографическим институтом.[2]